# 科隆911
科隆911是德國作家法蘭克·薛慶於1995年出版的小說，是其踏入文學出版的處女作。由於當時薛慶仍未知名，只有原著德文版，直至2000年後，他憑群及海，另一個未知的宇宙兩本著作成為暢銷作家後，科隆911才在再版，並翻譯成多種語言。

## 內容簡介
1260年，負責建造科隆大教堂的建築師突然死亡，其死亡的過程卻意外被一個小偷「狐狸雅各」看到，兇手為了殺人滅口，一直追捕雅各，雅各的兩位朋友亦因此而喪命。後來，雅各逃到一個染匠女兒莉琪蒙蒂絲的家裡，莉琪的舅舅的是一位司祭長，而且相信雅各的說話，於是協助雅各調查事件，莉琪一家經過出生入死後，發現原來整件事是科隆貴族的陰謀，貴族們的權力被當時的大主教嚴重削減，因此決定暗殺大主教，重新奪權。

## 參看
- 科隆選侯國